# Radessa
Radessa és un gènere d'arnes de la família Crambidae.

## Taxonomia
- Radessa pardalota Munroe, 1977
- Radessa vittilimbalis Munroe, 1977